# Star Trek (film fra 2009)
 Denne artikel omhandler Star Trek filmen fra 2009. Opslagsordet har også en anden betydning, se Star Trek (flertydig).
Star Trek (også refereret til som Star Trek XI) er en science fiction-film fra 2009, der er instrueret af J. J. Abrams, skrevet af Roberto Orci og Alex Kurtzman, og produceret af Damon Lindelof og Bryan Burk. Det er den elvte Star Trek-spillefilm, og i filmen møder man det oprindelige Star Trek-persongalleri, blandt andre James T. Kirk og Spock men de bliver spillet af et nyt hold af skuespillere. Den fortæller om James T. Kirk (Chris Pine) og Spock (Zachary Quinto) og deres liv inden de mødes på USS Enterprise, hvor de er nødt til at kæmpe imod Nero (Eric Bana), der en romulaner fra fremtiden som udgør en trussel imod Den Forenede Føderation af Planeter. Filmen havde premiere i Danmark den 8. maj 2009.
Arbejdet med filmen startede allerede i 2005 da Paramount Pictures kontaktede Abrams, Orci og Kurtzman for at få ideer til hvordan man kunne genoplive Star Trek. Orci og Kurtzman var fans af Star Trek mens Abrams var med for at sikre at filmen også ville interessere folk der ikke er fans. De valgte at være tro mod det univers der er opbygget i de foregående serier og film men også at inkludere materiale fra Star Trek romaner og at give rumskibe og kulisser et mere moderne udseende. Filmen blev indspillet fra november 2007 til april 2008 under meget hemmelighedskræmmeri. Halvvejs inde i optagelserne besluttede Paramount at udskyde premieredatoen fra 25. december 2008 til 8. maj 2009 da de mente at flere ville se filmen om sommeren, end om vinteren.

## Handling
Filmen handler om personerne fra den oprindelige Star Trek-tv-serie og deres tidligste karriere. Hele det oprindelige persongalleri er med filmen.

## Medvirkende
- Chris Pine som James T. Kirk. Pine og Quinto styrketræner det samme sted og Quinto støttede at Pine skulle have rollen som Kirk.[3] Inden Pine blev valgt til rollen gik der rygter om at Matt Damon skulle spille Kirk, hvilket Shatner havde givet sin støtte til.[4] Damon kontaktede Abrams for at få at vide om det var sandt og fik at vide at Kirk i filmen var en yngre mand og han derfor var for gammel til at spille rollen.[5]
  - Jimmy Bennett spiller James Kirk som dreng.[6]

- Zachary Quinto som Spock. Quinto var interesseret i rollen på grund af dens dualitet da Spock er halvt menneske og halvt Vulcan.
  - Leonard Nimoy, der også i de forrige film og serier spillede Spock, spiller rollen som den ældre Spock, der kommer fra fremtiden for at hjælpe.
  - Jacob Kogan spiller Spock som dreng.

- Karl Urban som Dr. Leonard "Bones" McCoy.

- Simon Pegg som Scotty
- Anton Yelchin som Pavel Chekov
- Zoë Saldaña som Uhura
- John Cho som Hikaru Sulu
- Eric Bana som Nero, filmens hovedskurk
- Bruce Greenwood som Christopher Pike (kaptajnen på Enterprise før Kirk)

William Shatner, der spillede Kirk i den oprindelige serie, har ikke en rolle i filmen.

## Baggrund/produktion
Filmen er blandt andet indspillet på Island pga. vulkanlandskabet, hvilket er nyt idet alle tidligere film er indspillet i USA.
Ifølge Leonard Nimoy forventes filmen at komme til at koste 150 millioner US-dollars at producere, hvilket vil gøre den til den dyreste Star Trek film hidtil.

## Markedsføring i Danmark
Filmen blev i sommeren 2009 markedsført en del bredere end de seneste par star trek film, som primært blev markedsført til den del af publikum som allerede var fans. Burger kæden Burger King lancerede en stor kampagne med legetøj og talende figure i børnemenuerne, samt plakater i restauranterne. Telia havde også sørget for at brande en vifte af deres mest poppulære mobiler med star trek logoer, baggrundsbilleder, lyde, applikationer mv. som blev markedsført med store plakater ved busstoppesteder og Telia forhandlere landet over.
I forbindelse med udgivelsen af DVD udgaven af spillefilmen i November 2009, var bl.a. supermarkdeskæden kvickly ude med en konkurrence om en Star trek udgave af en i-pod touch, samt Star Trek T-Shirts & Star Trek Enterprise Øl oplukkere 

## Eksterne links
- De nye films officielle website.
- Star Trek på Internet Movie Database (engelsk)
- Star Trek på Filmdatabasen
- Star Trek på Scope
- Star Trek i Svensk Filmdatabas (svensk)
- Star Trek på AlloCiné (fransk)
- Star Trek på MovieMeter (nederlandsk)
- Star Trek på AllMovie (engelsk)
- Star Trek hos American Film Institute (engelsk)
- Star Trek hos Behind The Voice Actors (engelsk)
- Star Trek hos British Film Institute (engelsk)